# Hillerød (općina)
Hillerød je općina u danskoj regiji Hovedstaden.

## Zemljopis
Općina se nalazi u sjevernom dijelu otoka Zelanda, sjeverno od glavnog rada Danske Kopenhagena, prositire se na 212,99 km2.

## Stanovništvo
Prema podacima o broju stanovnika iz 2010. godine općina je imala 47.473 stanovnika, dok je prosječna gustoća naseljenosti 222,89 stan/km2. Središte općine je grad Hillerød.

### Naselja
| Naselja u općini |                |                    |
| Br.              | Naselje        | Stanovnika (2010.) |
| 1.               | Hillerød       | 29.951             |
| 2.               | Skævinge       | 2.457              |
| 3.               | Nødebo         | 1.935              |
| 4.               | Ny Hammersholt | 1.377              |
| 5.               | Tulstrup       | 1.228              |
| 6.               | Gadevang       | 1.117              |
| 7.               | Gørløse        | 1.064              |
| 8.               | Uvelse         | 993                |
| 9.               | Store Lyngby   | 827                |
| 10.              | Meløse         | 689                |

## Vanjske poveznice
- Službena stranica općine